# Эймер, Теодор
Теодор Эймер (Theodor Eimer, 1843—1898) — немецкий зоолог.

## Биография
С 1862 по 1868 год изучал медицину и естественные науки. В 1870 году стал читать лекции по зоологии в качестве приват-доцента. В 1870 году участвовал во франко-германской войне в качестве добровольного полевого врача баденского контингента, захворал и весной 1871 года отправился на остров Капри, где исследовал анатомию низших морских животных. Сюда же Эймер вернулся и в 1872 и 1877 гг. В 1874 году Эймер был приглашён в Дармштадт экстраординарным профессором зоологии в политехникум и инспектором музея, в 1879 году — ординарным профессором зоологии и сравнительной анатомии в Тюбинген. Помимо острова Капри, Эймер неоднократно ездил с научной целью в Италию (неаполитанскую станцию), Константинополь, на берега Немецкого и Балтийского морей и, наконец, в 1878—79 г. в Египет, Нубию и на остров Мальту.
Научную деятельность Эймера можно разделить на два периода.

### Первый период
В первый период его исследования касаются морфологии и физиологии как позвоночных, так и беспозвоночных животных; сюда относятся 1) исследования над поглощением жира эпителием кишечника посредством соединительнотканных клеток, причём Эймер нашёл, что подобное поглощение происходит и в толстой кишке (это открытие весьма важно по отношению к питательным клистирам), 2) исследования строения клеточного ядра, на амебоидную подвижность которого Эймер указал впервые, 3) исследования яиц морских губок, сперматозоиды которых открыл Эймер, 4) своеобразных нервных окончаний (Tastkegel) в морде крота, 5) псороспермий (описание развития грегарины мыши и т. п.) и 6) гистологии кишечнополостных. При исследовании нервной системы Эймер пользовался древним способом (Тремблея, Боннэ и др.) физиологического опыта путём разрезания медуз на куски, причём обнаружилось, что отрезанные части тогда только продолжают жить, если находятся в связи с краевым телом.

### Второй период
Второй период научной деятельности Эймера посвящён вопросам систематическим и биологическим. Открытие на острове Капри в 1872 году тёмно-синей ящерицы Lacerta muralis coerulea побудило Эймера выступить с новыми взглядами относительно происхождения видов. По Эймеру, изменение окраски совершается на основании определённых законов, причём в молодости имеется продольная полосатость, превращающаяся в пятнистость, затем в поперечную полосатость и наконец нередко в одноцветность («Zeichnungsgesetz»). Этот закон действителен также по отношению к филогении животных. Новые виды и разновидности возникают вследствие остановки на известной ступени развития («Genepistase»); новые виды образуются преимущественно при утрате соединения промежуточных форм между собой вследствие изоляции, невозможности оплодотворения («Kyesamechanie») или развития прыжками («Halmatogenesis»). Эймер, вполне признавая теорию постепенного развития, горячо оспаривал теории Дарвина о естественном подборе и Вейсманна о связи зародышевой плазмы и пытался путём опытов доказать справедливость теорий Жоффруа Сент-Илера о влиянии внешних условий и Ламарка о перемене форм вследствие упражнения органов. В последнем своём крупном труде об образовании вида у бабочек («Orthogenesis») Эймер придаёт большое значение климатическим условиям.
В честь учёного получили своё название орган осязания у кротов — орган Эймара, а также род паразитических простейших Eimeria.

## Труды

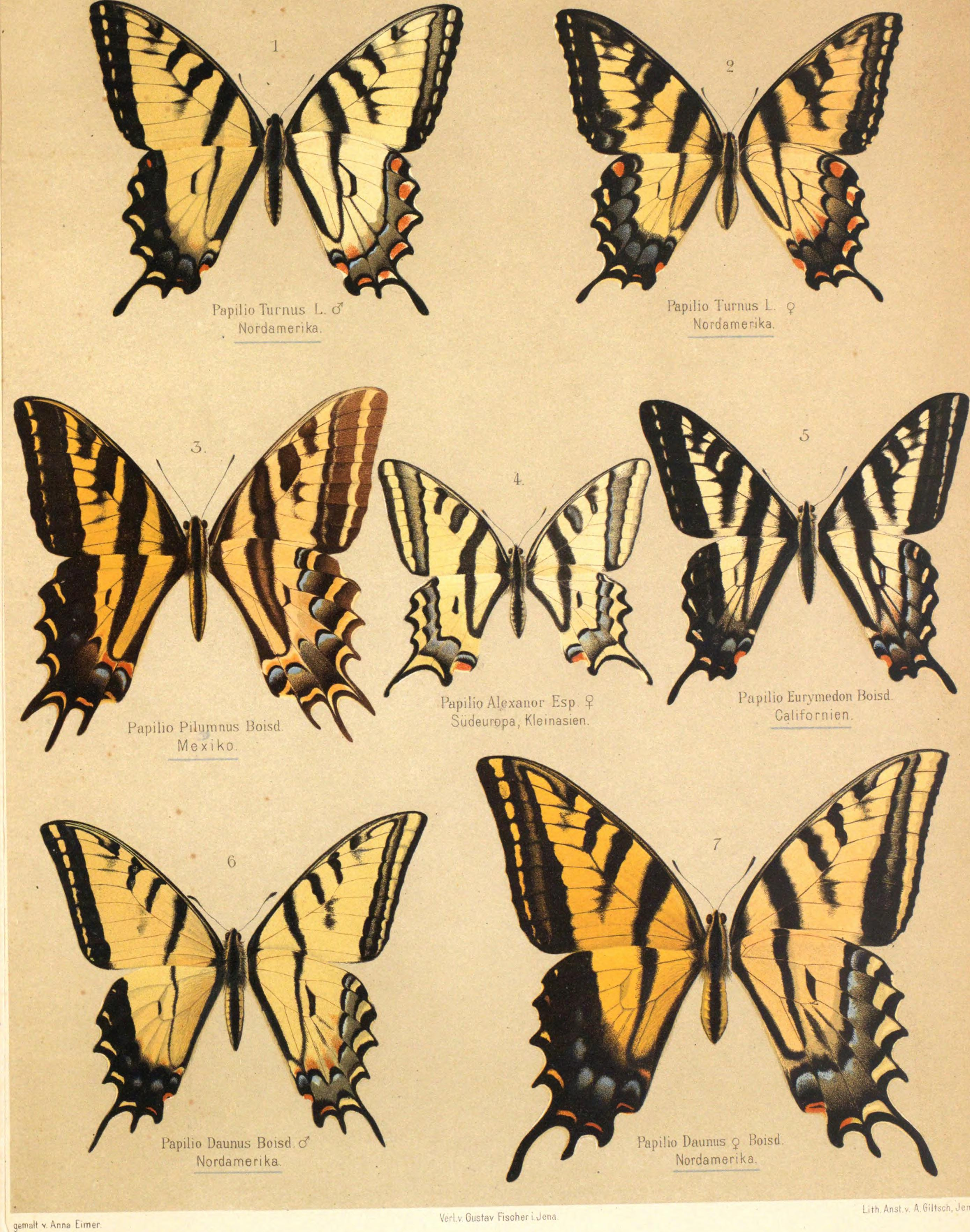
Die Artbildung und Verwandtschaft bei den Schmetterlingen.

- «Zur Geschichte der Becherzellen etc.» (докт. дисс., Б., 1867);
- «Die Wege des Fettes in der Darmschleimhaut bei seiner Resorption» (докт. дисс., там же, 1869);
- «Die Schnauze des Maulwurfs als Tastwerkzeug» («Arch. micr. Anat.», 1871);
- «Untersuchungen über die Eier der Reptilien» (2 части, там же, 1872),
- «Zoologische Studien auf Capri. I. Ueber Beroë ovatus, ein Beitrag zur Anatomie der Rippenquallen; II: Lacerta muralis coerulea, ein Beitrag zur Darwin’schen Lehre» (Лпц., 1873 и 1874);
- «Ueber Bau und Bewegung der Samenfäden» («Verh. phys.-med. Ges. Würzburg», 1874);
- «Die Medusen, physiologisch und anatomisch auf ihr Nervensystem untersucht» (Тюбинген, 1878);
- «Ueber das Variieren der Mauereidechse etc.» (Б., 1881);
- «Ueber die Zeichnung der Tiere» («Humboldt», 6 частей, 1885—1888);
- «Die Entstehung der Arten auf Grund von Vererben erworbener Eigenschaften etc.» (Иена, 1888);
- «Orthogenesis der Schmetterlinge, als II Teil der Entstehung der Arten, ein Beweis bestimmt gerichteter Entwickelung etc.» (Лпц., 1897) и др.